# Microevolución

Dibujo de Charles Darwin sobre la teoría de evolución, adjunto al hecho de la microevolución.

La microevolución es la ocurrencia de cambios a pequeña escala en las frecuencias alélicas de una población, a lo largo de unas pocas generaciones. También se conoce como cambio a nivel o debajo del nivel de especie.
Estos cambios pueden deberse a varios procesos: mutación, selección natural, flujo genético y deriva genética.
La genética de poblaciones es la rama de la biología que proporciona la estructura matemática para el estudio de los procesos de la microevolución. La genética ecológica se dedica a observar la microevolución en la naturaleza. Normalmente, los ejemplos de evolución observables son ejemplos de microevolución; por ejemplo, las cepas de bacterias con resistencia a antibióticos.
La microevolución puede contrastarse con la macroevolución, que es la ocurrencia de cambios a mayor escala. En este punto señalar que dentro de la teoría evolutiva más aceptada actualmente, el neodarwinismo, hay dos posturas, el ultradarwinismo y el naturalismo.
Para los ultradarwinistas la macroevolución no es más que mucha microevolución.
En cambio, los naturalistas contemplan la existencia de microevolución y, al mismo tiempo, otros procesos que comprenden la macroevolución. Para los naturalistas la macroevolución no es mucha microevolución, sino que se dan procesos como la selección de especies en la que especies enteras desplazan a otras. Como la microevolución se puede observar directamente, algunos creacionistas admiten que ocurre, pero tienden a negar la macroevolución y la especiación.

## Experimentos con E. coli
Recientes experimentos apuntan a que suficientes cambios en las generaciones dan origen a macroevolución: el biólogo evolutivo Richard Lenski de la Universidad Estatal de Míchigan en East Lansing, Estados Unidos, tomó hace 20 años una única bacteria de Escherichia coli y usó sus descendientes para fundar 12 poblaciones de laboratorio. Estas 12 poblaciones han estado creciendo desde entonces, acumulando gradualmente mutaciones y evolucionando durante más de 44 000 generaciones. Los cambios observados mostraban patrones similares en cada población separada. Las 12 poblaciones evolucionaron hacia células mayores, así como unos índices de crecimiento más rápidos en la glucosa y un menor pico en la densidad de población.
Pero en la generación 31 500 una de las poblaciones de la bacteria adquirió la capacidad de metabolizar citrato, un nutriente en el medio de cultivo que E. Coli no puede usar. De hecho, la incapacidad de usar citrato es uno de los rasgos que distinguen E. Coli de otras especies. Los mutantes que usaban citrato se incrementaron en tamaño de población y diversidad.
Para este momento, suficientes células bacterianas habían vivido y muerto de tal forma que todas las mutaciones simples debían haber ocurrido ya varias veces en el tiempo. Eso significa que el rasgo “citrato-plus” (Cit+) debía tener algo especial – ya fuese una mutación simple de un tipo improbable, una inversión rara de un cromosoma, por ejemplo, o algo para lograr la capacidad de usar citrato requerida por la acumulación de varias mutaciones consecutivas.
Para descubrir cuál, cada 500 generaciones, Lenski tomaba una muestra y la congelaba permitiéndole repetir la historia desde cualquier punto que eligiese, reviviendo las bacterias y permitiendo que la evolución se “repitiese” de nuevo. La repetición mostró que incluso cuando observó un billón de células, sólo la población que había evolucionado a Cit+, re-evolucionaba a Cit+ (y sólo cuando comenzaba a repetir desde la generación 20 000 o superior). Algo, concluyó, debe haber sucedido alrededor de la generación 20 000 que dejó el terreno abonado para que evolucionase posteriormente Cit+.
Lenski y sus colegas están ahora trabajando en identificar cuál fue el cambio inicial, y cómo hizo posible la mutación a Cit+ más de 10 000 generaciones después. Mientras tanto, el experimento permanece como prueba de que la evolución no siempre sigue la mejor salida posible. En lugar de esto, un evento casual puede a veces abrir las puertas evolutivas para una población que permanece siempre cerrada a otras poblaciones con distintas historias.
El experimento de Lenski es otro golpe a los anti-evolucionistas, apunta Jerry Coyne, biólogo evolutivo en la Universidad de Chicago. “Lo que más me gusta de esto es que dice que puedes lograr estos rasgos complejos evolucionando por combinación de eventos improbables, justo lo que los creacionistas dicen que no puede suceder”.